# Кладарі (Суня)
Кладарі (хорв. Kladari) — населений пункт у Хорватії, у Сисацько-Мославинській жупанії у складі громади Суня.

## Населення
Населення за даними перепису 2011 року становило 7 осіб.
Динаміка чисельності населення поселення:

## Клімат
Середня річна температура становить 10,91 °C, середня максимальна – 25,17 °C, а середня мінімальна – -5,89 °C. Середня річна кількість опадів – 974 мм.
| Клімат поселення                              | Клімат поселення | Клімат поселення | Клімат поселення | Клімат поселення | Клімат поселення | Клімат поселення | Клімат поселення | Клімат поселення | Клімат поселення | Клімат поселення | Клімат поселення | Клімат поселення | Клімат поселення |
| Показник                                      | Січ.             | Лют.             | Бер.             | Квіт.            | Трав.            | Черв.            | Лип.             | Серп.            | Вер.             | Жовт.            | Лист.            | Груд.            |                  |
| Середній максимум, °C                         | 7,01             | 8,84             | 13,22            | 17,55            | 21,99            | 25,17            | 24,12            | 23,50            | 19,92            | 15,02            | 9,86             | 5,36             |                  |
| Середня температура, °C                       | 0,56             | 2,39             | 6,77             | 11,10            | 15,55            | 18,72            | 20,46            | 19,83            | 16,26            | 11,35            | 6,20             | 1,70             |                  |
| Середній мінімум, °C                          | −5,89            | −4,06            | 0,32             | 4,65             | 9,09             | 12,27            | 16,78            | 16,18            | 12,60            | 7,69             | 2,54             | −1,95            |                  |
| Норма опадів, мм                              | 60               | 58               | 68               | 80               | 86               | 95               | 87               | 89               | 88               | 90               | 97               | 76               |                  |
| Середньомісячна швидкість вітру, м/с          | 1.70             | 1.90             | 2.30             | 2.20             | 2.00             | 1.84             | 1.80             | 1.69             | 1.68             | 1.70             | 1.79             | 1.80             |                  |
| Середньомісячна сонячна радіація, кДж/м²·день | 4295             | 7082             | 10749            | 15243            | 19407            | 21604            | 22652            | 19678            | 14546            | 9108             | 4820             | 3539             |                  |
| --------------------------------------------- | ---------------- | ---------------- | ---------------- | ---------------- | ---------------- | ---------------- | ---------------- | ---------------- | ---------------- | ---------------- | ---------------- | ---------------- | ---------------- |
| Джерело:                                      |                  |                  |                  |                  |                  |                  |                  |                  |                  |                  |                  |                  |                  |